# Confident (singolo Demi Lovato)
Confident è un singolo della cantante statunitense Demi Lovato, pubblicato nel settembre del 2015 ed atto come secondo estratto dall'album omonimo. Il video conta 240 milioni di visualizzazioni.

## Descrizione
Il singolo riesce ad arrivare al trentunesimo posto di Billboard (arrivando poi al ventunesimo) non ottenendo lo stesso successo immediato del precedente singolo estratto Cool for the Summer, ma riuscendo comunque ad ottenere la certificazione di disco di platino. Il brano è stato scritto dalla Lovato stessa in collaborazione con Ilya Salmanzadeh, Savan Kotecha e Max Martin. Si tratta di una canzone radicata sul genere power pop che parla di responsabilizzazione e fiducia in sé stessi. Esso è stato eseguito per la prima volta in un bar gay a New York il 15 ottobre 2015.
Per promuoverlo, oltre alle varie apparizioni live tenutesi principalmente tra il mese di ottobre e novembre,  è stato anche girato anche un video musicale, caricato il 9 ottobre 2015 sul canale Vevo della cantante, cioè precisamente una settimana prima dell'uscita dell'album. È stato diretto da Robert Rodríguez, il quale ha affermato di volerlo far sembrare il più possibile ad un film di spionaggio, e girato agli Troublemaker Studios in due giorni a Austin, in Texas, compaiono anche Jeff Fahey e Michelle Rodriguez. Il 3 febbraio, dopo quasi 4 mesi, raggiunge 100 milioni di visualizzazioni ottenendo così un nuovo Vevo Certified.

## Tracce
1. Confident – 3:25

## Classifiche
| Classifica (2014) | Posizione massima |
| ----------------- | ----------------- |
| Australia         | 35                |
| Belgio (Fiandre)  | 27                |
| Canada            | 26                |
| Francia           | 104               |
| Irlanda           | 61                |
| Norvegia          | 40                |
| Nuova Zelanda     | 27                |
| Paesi Bassi       | 55                |
| Portogallo        | 77                |
| Regno Unito       | 65                |
| Repubblica Ceca   | 18                |
| Slovacchia        | 23                |
| Stati Uniti       | 21                |
| Svezia            | 67                |